# Wiktoria Eugenia Battenberg
Wiktoria Eugenia Julia Ena Battenberg (ur. 24 października 1887 w Balmoral, zm. 15 kwietnia 1969 w Lozannie) – królowa Hiszpanii.
Była wnuczką królowej Wiktorii i chrześnicą cesarzowej Eugenii. Imiona otrzymała na cześć babki, matki chrzestnej i drugiej babki – Julii Hauke. Jej rodzicami byli książę Henryk Battenberg i Beatrycze Brytyjska (córka królowej Wiktorii). W rodzinie nazywana była „Eną”.

## Jako królowa Hiszpanii

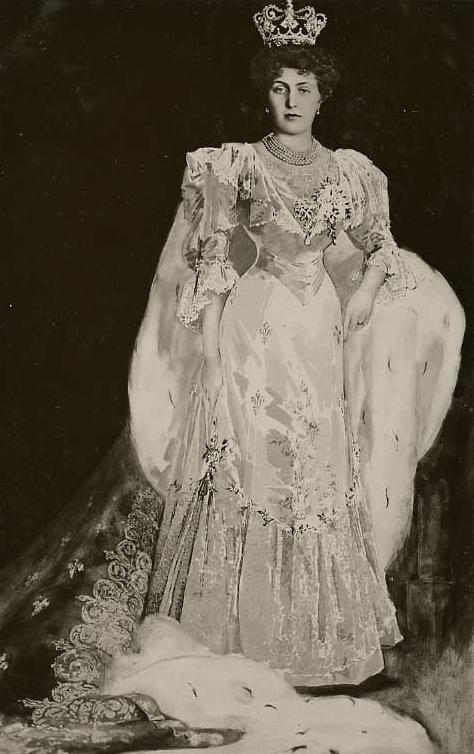
Wiktoria Eugenia Battenberg

31 maja 1906 roku poślubiła króla Hiszpanii Alfonsa XIII. Przed zawarciem małżeństwa ostrzegał Eugenię jej wuj Edward VII, który uważał, że Hiszpania „jest krajem barbarzyńców”.
Po uroczystości doszło do zamachu, w którym zginęło 28 osób, a 40 zostało rannych. Anarchista Mateu Morral próbował zabić parę królewską i zrzucił z balkonu bombę na przejeżdżający królewski powóz. Wiktoria Eugenia ocaliła życie, ponieważ w momencie wybuchu odwróciła głowę, aby zobaczyć kościół Św. Marii, który pokazywał jej małżonek. Nie odniosła żadnych ran, ale całą suknię miała we krwi strażnika jadącego za powozem. Królowi Hiszpanii również nic się nie stało.
Od zamążpójścia mogła korzystać z prawa występowania w białym stroju podczas audiencji u papieża, tzw. przywilej bieli.
Od początku panowania Wiktoria Eugenia oddawała się działalności dobroczynnej. Była, jako pierwsza odznaczona po reformie z 1910, damą Krzyża Wielkiego Orderu Dobroczynności.

### Potomstwo
Alfons i Wiktoria doczekali się sześciorga dzieci:
- Alfonso Pío Cristino Eduardo (1907–1938), księcia Asturii,
- Jaime Leopoldo Isabelino Enrique (1908–1975), księcia Segowii i Madrytu,
- Beatriz Isabel Federica Alfonsa Eugenia (1909–2002), żonę Don Alessandro Torlonia, 5. księcia Civitella-Cesi,
- María Cristina Teresa Alejandra (1911–1996, żonę hrabiego Enrico Marone,
- Juana Carlosa Teresa Silvestre Alfonso (1913–1993), hrabiego Barcelony,
- Gonzalo Manuel María Bernardo (1914–1934).

Jej dwaj chorzy na hemofilię synowie – Alfonso i Gonzalo umarli tuż po ukończeniu trzydziestu lat. Jaime był głuchoniemy. Choroby synów oddaliły małżonków od siebie, król Alfons obwiniał żonę o stan zdrowia synów. W podobnej sytuacji znajdowała się kuzynka Wiktorii Eugenii, caryca Aleksandra Fiodorowna, która również przekazała synowi carewiczowi Aleksemu hemofilię.

### I wojna światowa

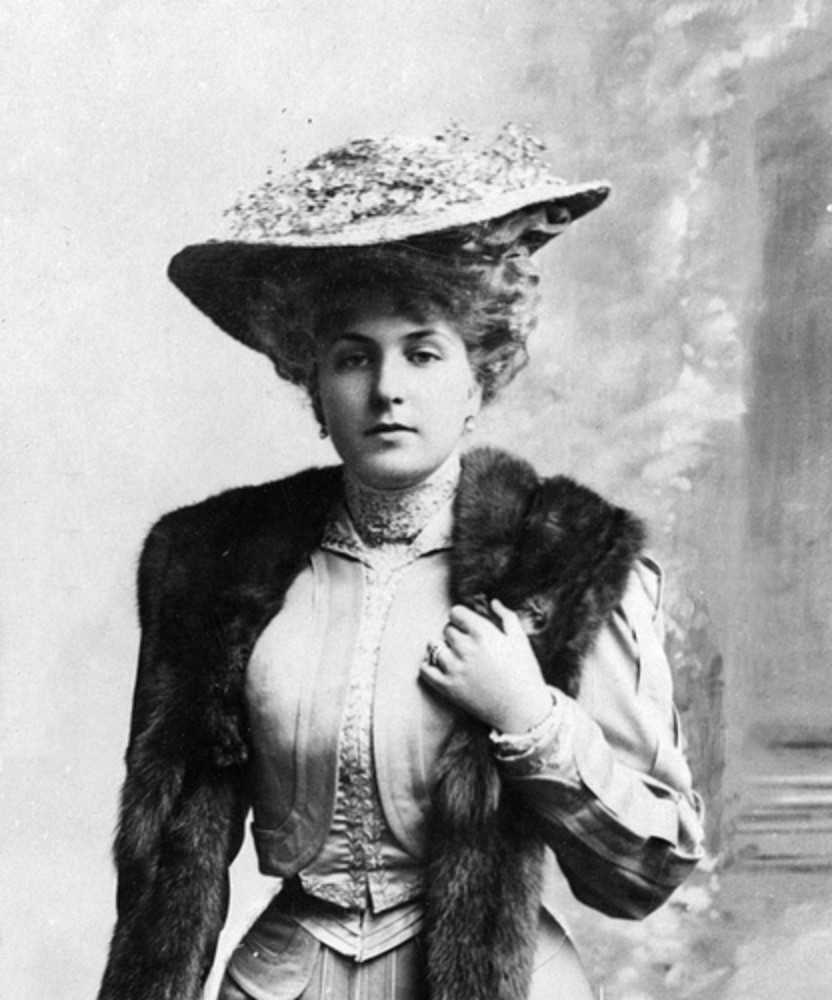
Królowa Hiszpanii

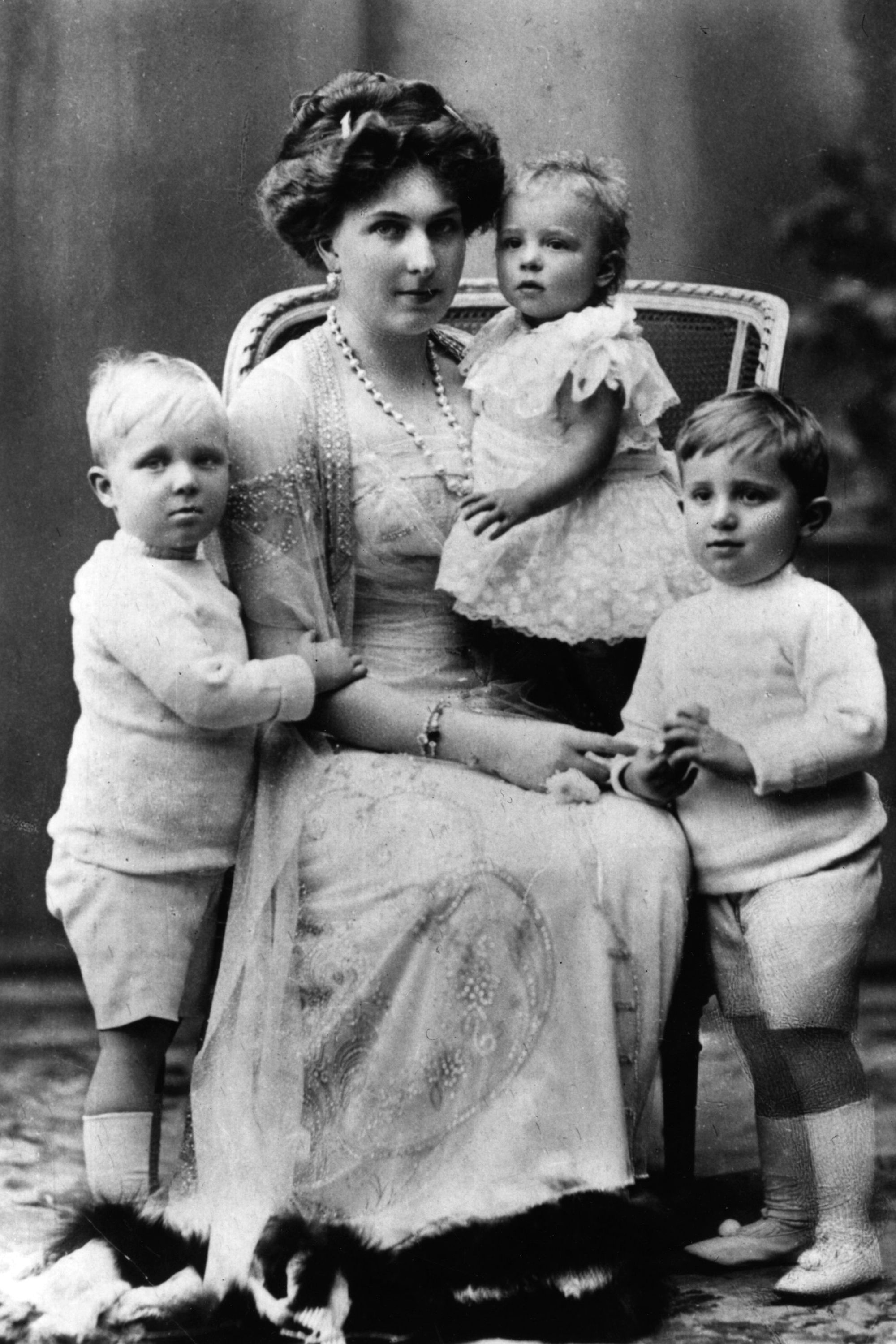
Królowa Wiktoria Eugenia z dziećmi

Królowa Wiktoria Eugenia nie miała większych zainteresowań intelektualnych, lubiła czytać romanse Elinor Glyn oraz prace ojca Colomy. Zawsze podziwiała wykształcenie i kulturę króla, chociaż nie były gruntowniejsze niż jej własne. Kontakty małżonków zaczęły się ograniczać do wspólnej lektury. Królowa pisała: Król wciąż jest zmęczony.
Paradoksalnie najlepszy okres w życiu Wiktorii i Alfonsa zbiegł się z wybuchem I wojny światowej.
Z zysków z loterii królowa tworzy w 1916 roku Hiszpański Czerwony Krzyż, a później szkołę pielęgniarek i Ligę do Walki z Rakiem i Gruźlicą. Kulminacją tych inicjatyw jest założenie 2 sierpnia 1918 roku szpitala świętego Józefa.
Podczas I wojny światowej Ena i jej teściowa stały po przeciwnych stronach. Pierwsza popierała Anglię, a druga Austrię, każda swoją ojczyznę. Królowa-matka nie ukrywa radości, gdy dowiaduje się, że na froncie zginął lord Kitchener, którego zawsze bardzo podziwiała jej synowa. Składa jej natomiast kondolencje z powodu śmierci pod Ypres brata Wiktorii Eugenii, Maurycego von Battenberg.

### Kryzys monarchii
Nowy premier Hiszpanii sugerował Wiktorii Eugenii możliwość tymczasowego przejęcia przez nią korony, oczywiście po abdykacji obecnego króla. Później Wiktoria Eugenia miałaby się zrzec tronu na rzecz infanta don Juana. Książę Asturii i jego brat, don Jaime, byliby wyłączeni z sukcesji: ten pierwszy ze względu na hemofilię, drugi – z powodu głuchoty. Oburzona i zaszokowana królowa odrzuciła tę propozycję.

### Wygnanie
Po ogłoszeniu republiki Alfons XIII opuścił kraj, a królowa kilka dni później dołączyła do niego w Paryżu. Począwszy od 1936 roku Wiktoria Eugenia Battenberg wraz z rodziną dzieliła swój czas wygnania pomiędzy Włochy i Szwajcarię.
Na wygnaniu królowej towarzyszyli jej najbliższa przyjaciółka diuczesa de la Victoria oraz diuk Jaime de Lecera z żoną Rosario (w Madrycie już od dłuższego czasu uważana była za biseksualistkę) – małżonkowie mieli kochać się w Wiktorii Eugenii. Król zażądał, aby Jaime i Rosario zostali usunięci z towarzystwa królowej, co spotkało się ze zdecydowaną odmową Eugenii. Gniew Alfonsa XIII ześrodkował się na jego żonie, która, według Ricardo da la Ciervy, miała w krwi truciznę. Królowa, wprost przeciwnie, wielokrotnie podejmowała próby pojednania.
Były król unikał żony i czynił jej publiczne afronty. Wiktoria Eugenia nie pojawiła się na ślubach trojga swoich dzieci: infantki Beatriz oraz infantów don Juana i Jaimiego. Oboje małżonkowie byli jednak obecni, gdy za mąż wychodziła infantka Cristina oraz przy chrzcie Juana Carlosa, syna don Juana i doni Marii de las Mercedes de Borbon y Orleans. W Rzymie traf zetknął ich w kinie: królowi towarzyszył książę Asturii, Wiktorii Eugenii – infantka Beatriz. Małżonkowie zamienili ze sobą tylko kilka słów. Zwyczajem króla było dzwonienie do klubu golfowego z pytaniem, o której przybędzie królowa, aby móc uniknąć spotkania z nią.
W styczniu 1941 roku, gdy sytuacja Wiktorii Eugenii w Rzymie była dość delikatna – królowa była Angielką, a Włochy znajdowały się w stanie wojny z Wielką Brytanią – Alfons XIII zemdlał w sklepie przy Via Veneto. Wiktoria Eugenia nie dzwoniła do króla, bo obawiała się, że nie zechce z nią rozmawiać. Zdecydowała się na telefon dopiero 11 lutego. Przypomniała Alfonsowi XIII, że za dwa dni wypadają piąte urodziny ich wnuczki Sandry, najstarszej córki infantki Beatriz i Alessandra Torlonii. Następnego dnia chciała kupić dziecku prezent, zaproponowała Alfonsowi wizytę w hotelu. Po zastanowieniu król Hiszpanii zgodził się na wizytę żony. Ena zastała swojego męża już bardzo chorego.
Gdy syn Eny dostał propozycję walki na froncie, ta odpowiedziała: Gdy toczy się wojna, obowiązkiem mężczyzn jest walczyć.
Do Hiszpanii wróciła dopiero na chrzciny księcia Filipa. Wiktoria Eugenia Battenberg zmarła 15 kwietnia 1969 w Lozannie.